# Carlos Cezar
Carlos Cezar (Douradina, 13 de julho de 1970), é um pastor evangélico e político brasileiro, filiado ao Partido Liberal (PL). Atualmente é deputado estadual pelo estado de São Paulo.

## Desempenho em eleições
| Ano  | Eleição               | Coligação | Partido | Candidato a       | Votos         | Votos em Sorocaba | Resultado |
| ---- | --------------------- | --------- | ------- | ----------------- | ------------- | ----------------- | --------- |
| 2004 | Municipal de Sorocaba | PMDB, PSC | PMDB    | Vereador          | —             | 3.206 (14º)       | Eleito    |
| 2008 | Municipal de Sorocaba | PTB, DEM  | PTB     | Vereador          | —             | 3.818 (10º)       | Eleito    |
| 2010 | Estadual de São Paulo | PSC, PHS  | PSC     | Deputado Estadual | 67.189 (89º)  | 8.299 (10º)       | Eleito    |
| 2014 | Estadual de São Paulo | PSB       | PSB     | Deputado Estadual | 112.409 (31º) | 11.524 (5º)       | Eleito    |
| 2018 | Estadual de São Paulo | PSB       | PSB     | Deputado Estadual | 115.566 (20º) | 9.854 (7º)        | Eleito    |